# Westfalia Rhynern
El Westfalia Rhynern es un equipo de fútbol de Alemania que juega en la Oberliga Westfalen, una de las ligas regionales que conforman la quinta división de fútbol en el país.

## Historia
Fue fundado en el año 1935 en el distrito de Rhynern de la ciudad de Hamm del estado de Westfalia con el nombre TuS Rhynern, pero desaparece dos años después por las políticas del régimen nazi.
Luego de finalizar la Segunda Guerra Mundial un grupo de miembros de equipos formados en el periodo de entre guerra decide refundar al club con el nombre SW Rynern.
En la temporada de 1997 juegan por primera vez a escala nacional al ascender a la Verbandsliga, y dos años después ascienden a la Oberliga Westfalen, que en ese entonces era una liga de cuarta división, liga en la que se mantuvieron hasta su descenso en 2002.
En la temporada 2016/17 terminaron en segundo lugar de la Oberliga Westfalen y consiguen el ascenso a la Regionalliga West por primera vez en su historia.

## Palmarés
- Westfalenliga – Grupo 1: 1

2010